# Heikant (Hilvarenbeek)
Heikant is een buurtschap  in de gemeente Hilvarenbeek in de Nederlandse provincie Noord-Brabant. 

## Ligging
De buurtschap ligt twee kilometer ten zuiden van het dorp Diessen, onder het dorp Baarschot.

## Toponymie
De buurtschap is genoemd naar de ligging in een heide-ontginningsgebied.

## Statistische gegevens
Volgens de kadastrale kaart uit 2020 bestaat de buurtschap uit 1 straat met 28 huizen.
Hoofdplaats: Hilvarenbeek      Dorpen: Baarschot · Biest-Houtakker · Diessen · Esbeek · Haghorst

Buurtschappen en gehuchten: Den Opslag (deels) · Driehuizen · Dun · Groenstraat · Gorp · Groot-Loo · Groote Voort · Heikant · Hoogeind · Hoog Spul · Klein Loo · Kleine Voort · Laag Spul · Roovert · Tulder · Waterstraat · Westerwijk

Noord-Brabant: Steden en dorpen      Nederland: Provincies · Gemeenten